# Marcus Calventius Viator
Marcus Calventius Viator war ein im 1. und 2. Jahrhundert n. Chr. lebender Angehöriger der römischen Armee.
Durch eine Inschrift, die in Sarmizegetusa gefunden wurde, ist belegt, dass Viator Centurio in der Legio IIII Flavia Felix war, die zu diesem Zeitpunkt in Berzobis in der Provinz Dacia stationiert war. Darüber hinaus geht aus der Inschrift hervor, dass er als Trainer der berittenen Leibwache (exercitator equitum singularium) des Statthalters (Legatus Augusti pro praetore) der Provinz, Gaius Avidius Nigrinus, abgeordnet war. Viator weihte die Inschrift der Göttin Epona und den Schutzgöttinnen des Trainingsplatzes (Eponabus et Campestribus sacrum).
Durch eine weitere Inschrift, die in Gerasa gefunden wurde, ist belegt, dass Viator Centurio in der Legio V Macedonica war, die ihr Hauptlager in Troesmis in der Provinz Moesia inferior hatte. Darüber hinaus geht aus der Inschrift hervor, dass er als temporärer Kommandeur (quorum curam agit) von Soldaten einer berittenen Leibwache (equites singulares) abgeordnet war, die sich in Gerasa im Winterlager befanden (qui hibernati sunt). Viator und die Kommandeure der ihm unterstellten acht Turmae weihten die Inschrift dem Wohlergehen von Hadrian und der Göttin Diana Augusta.
Es ist umstritten, ob Viator mit einer dritten Inschrift in Verbindung gebracht werden kann, die eine 128 in Lambaesis gehaltene Ansprache von Hadrian an die dortigen Soldaten wiedergibt.